# The Legend of Zelda: Spirit Tracks
The Legend of Zelda: Spirit Tracks (ゼルダの伝説　大地の汽笛) és un videojoc d'acció i aventura de Nintendo per a la consola portàtil Nintendo DS, essent el quinzè títol de la sèrie The Legend of Zelda, i el successor en línia d'estrenes per a The Legend of Zelda: Phantom Hourglass, del 2007. La seva estrena a l'Amèrica del Nord i a l'Amèrica Llatina fou el 7 de desembre del 2009, i a Europa l'11 de desembre. Una demostració interactiva va estar disponible en l'esdeveniment E3 d'aquell any. Cal destacar que els gràfics del joc són similars a l'estil cel shading dels títols The Legend of Zelda: The Wind Waker i Phnatom Hourglass.
A Spirit Tracks, Link és capaç de viatjar a través de l'escenari principal mitjançant una locomotora de vapor equipada amb un canó, de mode equiparable a la de la seva aventura a bord d'un vaixell de vapor a Phantom Hourglass. Així mateix, el personatge té l'habilitat de controlar els "Espectres", un dels enemics de Phantom Hourglass que són posseïts per l'esperit de la Princesa Zelda, i tocar un instrument anomenat "Flauta Terrenal".

## Disseny i controls
Spirit Tracks segueix estretament els esdeveniments ocorreguts a Phantom Hourglass, bo i mostrant-hi a més a més un aspecte visual molt semblant al de The Wind Waker i Phantom Hourglass (cel shading) del 2002 i 2007, respectivament. D'altres innovacions inclouen la possibilitat de controlar en Link (i d'altres personatges) mitjançant el contacte tàctil a la pantalla de la Nintendo DS i el traçat de dibuixos per atacar els enemics, que servirà també per completar els trencaclosques del joc. Un aspecte assegurable és la substitució del vaixell del seu predecessor per una locomotora a vapor, així com l'afegit de noves armes i ítems. A més a més, en Link podrà controlar els "Espectres", un dels enemics de Phantom Hourglass. En Link i la Zelda hauran de treballar en equip: Zelda prendrà el control dels "Espectres" a la Torre de les Ànimes, i quan ho faci, ell seguiran en Link i obeïran les seves ordres. Normalment, els "Espectres" aniran darrere d'en Link, tot i que el jugador podrà dibuixar també un camí perquè ells el segueixin, sempre que no hi hagi obstacles en el trajecte. Un altre aspecte destacable és que l'usuari podrà intercalar entre en Link i la Zelda, per tal de poder mirar zones que resultin impossibles per al primer personatge, i a l'inrevés.

## Història
Spirit Tracks és la continuació directa de Phantom Hourglass, on al final de l'aventura Link es va embarcar en la recerca d'un nou Hyrule. Aquí, els pirates arriben a una terra deshabitada a la qual bategen com Hyrule. Els habitants de la nova Hyrule tenen un pacte amb un dimoni que governava com a rei en aquestes àrees. Hi va haver llavors una èpica batalla contra aquest ser, on els esperits van resultar vencedors. En no poder exterminar per complet, la seva única alternativa va ser mantenir-empresonat en llocs remots amb cadenes i grillons. Aquests grillons van fer que Hyrule s'estengués al llarg de quatre direccions, que van passar a convertir-se en els «carrils espirituals» («Spirit Tracks"), usats per la població com a vies útils de transport (en la versió en castellà se'ls anomena " vies sagrades ").
El joc s'inicia cent anys després, amb Link, un aprenent de conductor de ferrocarrils, durant una cerimònia de graduació fora del castell de Zelda en què hauria de lliurar a Link] el títol de «maquinista real». Quan la princesa s'acosta a honrar amb el títol, li deixa una nota en què Us
 del sospitós primer ministre, dient-li que han de trobar-se en secret en un camí ocult. Així, Zelda acompanya Link per resoldre el misteri darrere de la desaparició dels carrils espirituals. La primera missió del joc és guiar la princesa pels passadissos sense ser descoberts pels guàrdies del castell. En aquest nivell, es pot controlar a Link per mitjà de la pantalla tàctil de la mateixa manera que a The Legend of Zelda: Phantom Hourglass, però per a manejar a Zelda el jugador ha de tocar una icona en forma de remolí que està connectat a ella i traçar un sender perquè ella ho segueixi.
En sortir del castell, Link es troba amb Bigboy, el seu mestre que l'ha entrenat per convertir-se en maquinista real. Aparentment, Bigboy és un ex soldat de Hyrule que va deixar el seu càrrec per alguna raó. Ell ajuda a Zelda i Link a escapar a bord d'un tren amb destinació a la Torre de l'Esperit. Mentre ells investiguen en aquest lloc, les vies comencen a desaparèixer. Després d'un impacte espectacular, el primer ministre decideix fer-se càrrec del grup i venç a cada un dels protagonistes, mentre revela el seu malvat pla: vol alliberar Mallard, el maligne dimoni dit abans, l'esperit es troba confinat a la Torre dels Déus. No obstant això, atès que de Mallard només queda el seu esperit, Makivelo (el primer ministre) necessita un cos que reuneixi certes característiques específiques: el cos de la princesa Zelda. Pel que l'ataca i la "assassina", despullant al seu cos de la seva ànima, ànima que apareix com una mota de llum brillant (que recorda a les fades) i s'allunya ...
Quan Link recobra la consciència, es troba estesa en un llit de la infermeria. Al seu costat hi ha Bigboy, que està bastant malferit per l'atac de Táliga. En sortir de la infermeria i avançar una mica pel castell, troba sorprenentment l'esperit de Zelda passejant pel castell, intentant sense èxit comunicar-se amb els que troba al seu pas. Sembla que Link és l'únic que pot veure i sentir ...
El jove Hylianos la segueix fins a la seva cambra, i Zelda, descobrint que Link pot (com ja s'ha dit) veure-la i sentir-la, li lliura la Flauta Terrestre, instrument que ha anat passant de generació en generació pels governants d'Hyrule, creient que aquest instrument (que és una flauta de pa molt bella i decorada) els serà d'ajuda en el seu periple. Aquesta aventura consistirà a arribar a la Torre dels Déus, que ha estat brutalment deformada (quedant els pisos superiors separats entre si i surant sobre el que queda i sota un sinistre núvol negre) per trobar una solució a la desaparició de les vies sagrades, que té com a objectiu final l'alliberament definitiu de l'esperit de Mallard ...
Link i Zelda viatgen per tot Hyrule: la regió dels boscos, neus, mars, foc i sorres. Havia de visitar els quatre altars i Link amb la flauta terrenal juntament amb un Lokomo i restaurar els carrils espirituals, anar als quatre temples, els quals estaven plens d'endevinalles i horribles monstres per obtenir els segells i així es reconstrueixi la torre de les ànimes i entrar als diferents pisos de la torre de les ànimes per trobar nous mapes, en aquest lloc Zelda ajudava a Link en forma d'espectre.

## Regions
- Regió del bosc: La primera zona del joc és un bosc pantanós ple d'arbres i estranyes criatures, situat al costat sud-oest del mapa.
- Regió de les neus: La segona regió del joc transcorre en una zona nevada amb castells i edificis de gel i muntanyes nevades, ubicada al costat nord-oest del mapa.
- Regió dels mars: És la tercera zona del joc és un gran mar ple de costes i pirates, situat al costat sud-est del mapa. S'hi troba una part de la Regió de les sorres.
- Regió del foc: És la quarta regió del joc, una gran zona de foc i lava ubicada a les coves i muntanyes volcàniques dels Goron, situada a la part nord-est del mapa. S'hi troba una part de la Regió de les sorres.
- Regió de les sorres: És la cinquena regió que visita Link situada en un gran desert ple de sorra, roques i piràmides. Es troba compresa entre la Regió del foc i la Regió dels mars.
- Món de les tenebres: És el món on Mallard és completament ressuscitat, per entrar en aquesta regió és necessari trobar la brúixola de la llum, allà és on transcorre la batalla final.

## Personatges
- Link: És el protagonista del joc. Encara que somia ser un maquinista reconegut, el destí el conduirà a una nova aventura èpica.

- Zelda: Té un paper important en el joc. De camí a la Torre dels Déus, que reté a Mallard mitjançant el segell dels carrils, Zelda és atacada i el seu esperit és separat del seu cos. L'esperit ajudarà a Link en la seva aventura mitjançant la possessió d'Espectres, que actuaran al costat de Link.

- Espectre: Els Espectres són els encarregats de patrullar per la Torre dels Déus, enfrontant a tots aquells que no tinguin les «Llàgrimes de Llum». D'acord amb el lloc oficial, el jugador ha d'utilitzar les llàgrimes per augmentar el poder de l'espasa de Link i així atacar un espectre, i després podrà ser posseït per Zelda per ajudar a Link en els seus diferents missions. Un cop es té l'Espasa Trenebunda, no calen les llàgrimes de llum.

- Ministre Makivelo: És l'antagonista principal del joc. Tracta d'alliberar al Rei Dimoni amb l'esperança d'usar-lo per dominar Nova Hyrule. Compta amb un còmplice, encara que la seva identitat és desconeguda.

- Radiel: Dona que protegeix la Torre dels Déus i proporciona consells a Link i Zelda durant la seva aventura.

- Byrne / Diego: Un dels enemics principals deSpirit Tracks, la força és comparable a la dels déus de Hyrule, encara que, potser d'un gir inesperat i es torni bo.